# 大阪市立木川南小学校
大阪市立木川南小学校（おおさかしりつ きかわみなみ しょうがっこう）は、大阪府大阪市淀川区にある公立小学校。

## 沿革
大阪市立木川小学校の学校規模が過大化したため、同校の分校として1959年に開設されたことに始まる。翌1960年に独立校となった。
- 1959年4月1日 - 大阪市立木川小学校分校として開設。
- 1960年4月1日 - 大阪市立木川南小学校として独立開校。
- 1960年5月1日 - 校章制定。
- 1961年2月20日 - 校歌制定。
- 1961年3月1日 - 開校記念式典を実施。この日を創立記念日とする。
- 1963年11月6日 - 学校敷地の一部を縮小。従来の敷地の一部を、大阪市清掃局（現在の環境局）に移管。
- 1975年4月1日 - 養護学級を設置。
- 1978年10月26日 - 学校給食の運営優秀として、文部大臣表彰を受ける。
- 1995年11月 - 大阪市教育委員会より算数科の研究校に指定され、研究発表を実施。

## 通学区域
- 大阪市淀川区 木川東1丁目、木川東2丁目（一部）、木川西1丁目、木川西2丁目（一部）。

卒業生は大阪市立十三中学校に進学する。

## 出身者
- 入江要介 - 尺八演奏家

## 交通
- Osaka Metro御堂筋線 西中島南方駅・阪急京都本線 南方駅 南西へ約400m。